# 膀胱
膀胱（ぼうこう、Bladder）は、腎臓から送られてくる尿を一時的に溜める袋状の器官。尿を作る動物一般において、それを一時蓄える構造に対してもこの名を与える。

## 脊椎動物一般
腎臓からの排出物は本来は消化管に放出される。その部分に発達した袋状の構造が膀胱である。したがって内胚葉起源である。哺乳類では肛門と独立して新たに尿道が直接に体外に口を開くので、膀胱は消化管と独立する。
陸上生活をする哺乳類においては、尿や便を魚類のごとく垂れ流しにするのは甚だ生存に不利である。尿や便を垂れ流しにすれば、それを辿って捕食者に容易に発見されてしまう為である。従って、哺乳類では便を保持する直腸や尿を保持する膀胱が発達したと考えられている。

## ヒトの場合
下腹部中央に位置。左右の腎臓からの尿管でつながり、尿が送られてくる。また、尿を外部に排出するために尿道がつながる。尿道への入口は膀胱頸部筋で閉じられる。
通常時は1時間あたり60mlの尿が腎臓から送られる。膀胱総容積の4/5程度蓄積されると大脳に信号が送られ、尿意を感じる。排尿時は腹圧を加えることで膀胱の筋肉が働いて内圧がかかり、膀胱頸部筋が開放、排尿に至る。
通常の膀胱の厚さは1.5cm程度だが、尿が蓄積されるにつれて薄くなる。満タン時には3mmまで薄くなり、この場合まれに衝撃で破裂する事がある。

### 容量
膀胱の容量は、成人で平均して最大500～600mlで尿意は250～300ml溜まると催すが、普段から尿意を我慢している人の場合は最大1L溜められる人もいる。
子供の夜尿症で、膀胱が小さいことが原因の場合、排尿をなるべく我慢させることで、成長とともに膀胱の容量が大きくなり、夜尿が治るケースがある。

## 水分の再吸収
(Watanabe etal 2016) らは、就寝中に尿（水分）再吸収が行われていることを示唆すると報告している。この再吸収機構を解明し夜間頻尿治療へ応用する研究が行われている。

## 利用
- ラグビーボールとサッカーボールは昔、豚の膀胱を膨らませた物を用いて球技のボールとしていた。
- 楽器としては、バグパイプ[4]、ルバーブ (楽器)（英語版）[5]
- 金属チューブが発明される（1841年）までは、豚の膀胱が絵具入れとして利用されていた（チューブ (容器)#歴史）[6]。
- 中世には窓として木枠で張られて使用された[7]。
- 耐水性を持たせやすく、もともと袋としての形状を持っていることから、古来より動物の膀胱は水筒の材料として利用されてきた。
- 豚の膀胱は細胞外マトリックスとなり、身体の切断された部位に塗ることでそこが復元する。詳しい原理はわかっていないが、米国では再生医療の1つとして実用化されている。

## 関連する疾患
- 神経因性膀胱
- 過活動膀胱
- 膀胱憩室
- 膀胱出口閉塞（英語版）
- 膀胱炎
- 膀胱癌
- 膀胱結石
- 膀胱外傷（ドイツ語版）（膀胱破裂、膀胱損傷）[8][9]
- 膀胱タンポナーデ（英語版） - 膀胱腫瘍や放射線性膀胱炎などで血の塊ができて膀胱が機能しなくなる[10]。

対策
- 人工膀胱
- 膀胱鏡検査 (非細菌性慢性膀胱炎)